# Radio Mil Informando
Radio Mil Informando fue un noticiero radial dominicano transmitido por Radio Mil, una de las emisoras más populares del país durante el siglo XX. Reconocido por su estilo ágil, su ritmo y el eslogan que lo inmortalizó —"Radio Mil Informando"—, este espacio informativo marcó una época en la historia de la radiodifusión nacional dominicana. Su alcance, tono periodístico y formato innovador lo convirtieron en un referente del periodismo radial en el país. El noticiero se transmitía diariamente por 1180 Khz (AM).

## Historia
Radio Mil Informando surgió en una época en la que la radio era el principal medio de información inmediata en República Dominicana. A lo largo de las décadas de 1960 y 1970, el noticiero logró una audiencia leal que le sintonizaba para enterarse de los hechos más relevantes del día. El formato rápido, con cortinas musicales distintivas y voces entrenadas para la narración noticiosa, fue parte esencial de su identidad.
La producción del noticiero cuidaba el detalle en la selección de noticias y mantenía un ritmo constante que evitaba interrupciones extensas o segmentos innecesarios. Su éxito también se debió a una estructura de trabajo disciplinada, en la que reporteros y locutores trabajaban con precisión cronométrica. Era común que el boletín se acompañara con los sonidos característicos de una teletipo, lo que aportaba una atmósfera de inmediatez.
En los años posteriores, la llegada de la televisión y más adelante el auge de los medios digitales redujeron el alcance de la radio tradicional. Aunque Radio Mil continuó al aire, su noticiero insignia fue perdiendo espacio frente a las nuevas plataformas de información.